# Sarah Butler
Sarah Elizabeth Butler (Puyallup, 11 februari 1985) is een Amerikaanse actrice. Ze is vooral bekend van haar rol als Jennifer Hills in de filmreeks I Spit on Your Grave.

## Biografie
Butler werd geboren op 11 februari 1985 in Puyallup (Washington) ze studeerde af aan de Rogers High School in 2003. Vervolgens verhuisde ze naar Los Angeles om een theateropleiding te volgen aan de University of Southern California en anderhalf jaar lang Prinses Belle te spelen in Belle en het Beest in Disneyland. Ze stopte met haar studie, zocht een agent en begon audities te doen voor werk in televisie en film.
Haar acteercarrière startte met gastrollen in de televisieseries CSI: Miami en CSI: NY. In 2010 kreeg ze de hoofdrol in de rape-revengefilm I Spit on Your Grave, een remake van de gelijknamige cultfilm uit 1978. Hoewel de naaktheid en het geweld in de film haar aanvankelijk afschrikten, overtuigden de sterke karakterontwikkeling en "feministische inslag" haar om de rol te aanvaarden. Butler speelde Jennifer Hills, een romanschrijfster die bruut wordt verkracht tijdens haar verblijf in een hut in het bos, waarop haar personage vervolgens wraak neemt op haar verkrachters. Ze hernam deze rol in de sequel I Spit on Your Grave 3: Vengeance Is Mine uit 2015.
Naast haar filmwerk speelde ze ook in een aantal televisiefilms en had ze gastrollen in Castle, CSI: Cyber en NCIS.
Butler trouwde op 10 juni 2021 met muzikant Mel Elias, het paar heeft twee kinderen.